# Victor Bonniard
Victor Bonniard, né le 3 avril 1855 à Briançon (Hautes-Alpes) et mort le 14 juin 1924 à Paris, est un homme politique français.

## Biographie
À la tête, avec sa famille, d'une banque et d'une fabrique de draps, il a suivi ses études à Embrun puis à Grenoble. Il est conseiller général d'Embrun de 1888 à 1924, où il commença comme rapporteur aux finances, avant d'être président du conseil général de 1920 à 1924. Parallèlement, il a été vice-président de la Chambre de commerce de Gap.
Il est député des Hautes-Alpes de 1906 à 1921. Il siège d'abord à l'Action libérale, ensuite, en 1914, avec à la Gauche démocratique, puis en 1919 chez les Républicains de Gauche. Il est sénateur des Hautes-Alpes de 1921 à 1924, siégeant au groupe de l'Union républicaine.
Il s'intéresse aux questions relatives à la montagne et à l'administration communale.

## Hommage

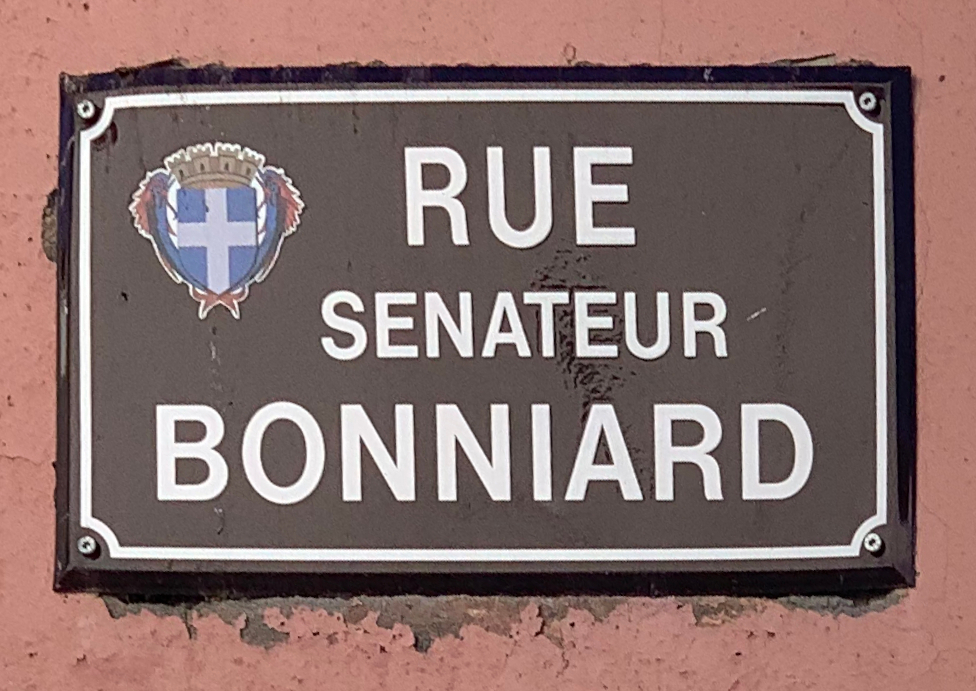
Panneau de rue à Embrun.

Il existe une rue Sénateur-Bonniard à Embrun.